# Necmi Perekli
Necmi Perekli (* 1. ledna 1948 nebo 23. dubna 1948) je bývalý turecký fotbalový útočník a reprezentant.

## Klubová kariéra
V Turecku hrál za Trabzonspor, Giresunspor, Beşiktaş JK a Altay SK.
V sezóně 1976/77 se stal v dresu Trabzonsporu s 18 vstřelenými brankami nejlepším střelcem turecké nejvyšší fotbalové ligy.

## Reprezentační kariéra
V A-týmu Turecka debutoval 31. 10. 1976 v kvalifikačním utkání v Izmiru proti týmu Malty (výhra 4:0).
Celkem odehrál v letech 1976–1977 v tureckém národním týmu 3 zápasy, gól nevstřelil.